# Indotyphlus
Indotyphlus és un gènere d'amfibis gimnofions de la família Caeciliidae que conté les següents espècies.

## Taxonomia
- Indotyphlus battersbyi Taylor, 1960
- Indotyphlus maharashtraensi Giri et al. 2004